# Marek Garbala
Marek Garbala (ur. 16 czerwca 1943 w Suchedniowie, zm. 28 listopada 2003 we Wrocławiu) – polski poeta i krytyk literacki.
Ukończył filologię polską na Uniwersytecie Wrocławskim. W 1965 wraz z Lotharem Herbstem założył grupę poetycką Agora. W późniejszych latach był m.in. kierownikiem Piwnicy Świdnickiej, organizował konkursy poetyckie, m.in. w Art-Cafe Pod Kalamburem, w Klubie Muzyki i Literatury - Turniej Jednego Wiersza "O kropkę Że", opiekował się młodymi poetami z Wrocławia i Dolnego Śląska (m.in. Adamem Borowskim, Sylwestrem Zawadzkim, Piotrem Paschke, Marzeną Więcek, Bogdanem Wiznerem i innymi). 
Zredagował kilkadziesiąt książek poetyckich m.in. Rajską rzeźnię Krzysztofa Śliwki i Hazard Ewy Sonnenberg (obie nagrodzone Literacką Nagrodą im. Georga Trakla), antologii i almanachów. Wieloletni opiekun i adiustator kilkunastu almanachów poetyckich i prozatorskich, wydawanych corocznie przez grupę poetycką "Dysonans", działającą przy Klubie Śląskiego Okręgu Wojskowego. 
Publikował tłumaczenia, eseje krytyczne i felietony. Działał także jako juror głogowskich konfrontacji literackich. W ostatnich latach życia kierował Towarzystwem Miłośników Wrocławia (gdzie redagował m.in. Kalendarz Wrocławski).